# تئاتر شهر هلسینکی
تئاترِ شهرِ هلسینکی (به فنلاندی: Helsingin Kaupunginteatteri ; سوئدی: Helsingfors stadsteater) تئاتری است که در هلسینکیِ فنلاند واقع شده‌است و مالکِ آن، بنیادِ تئاتر هلسینکی است که خود را «تئاترِ رپرتوآرِ دوزبانهٔ مدرنِ مردمی» می‌نامد.
تئاتر شهر هلسینکی تنها نمایندهٔ فنلاند در کنوانسیونِ تئاتر اروپا است. این تئاتر علاوه بر نمایش و نمایش‌های موزیکال، یک شعبه با محوریتِ رقصِ کنسرتی با نام شرکتِ رقصِ هلسینکی را اداره می‌کند.
آمار سالانهٔ گزارش شده توسط تئاتر چنین است؛ سالانه ۲۰ تولید جدید، ۱۱۰۰ اجرا و ۳۵۰ هزار تماشاگر. این تئاتر ۲۵۰ کارمند دائمی و ۶ سالن نمایش دارد.

## سالنهای نمایش
تئاتر ۶ سالن دارد و در مجموع ۲۶۲۵ صندلی.
- Big stage (فنلاندی: Suuri näyttämö) - ٩٤٧ صندلی
- Arena stage - ٥٠٠ صندلی
- Small stage (فنلاندی: Pieni näyttämö) - ٣٤٧ صندلی
- Studio Pasila - ٣٢٤ صندلی
- Lilla Teatern - ٢٦٧ صندلی
- Studio Elsa - ٢٤٠ صندلی